# Оташів
Оташів (помилкова назва Видумка, також відоме як Войташів, Оташівка) — офіційно нежитлове (після  аварії на Чорнобильській АЕС) колишнє село в  Іванківському районі Київської області на півострові  Київського моря. 28 км на південний схід від  Чорнобиля в  зоні відчуження. До аварії налічувало близько 60 дворів. За неофіційними даними у селі в 2005 році жили 12 осіб, а на літо 2008 року — 9 осіб.
Було одним з найулюбленіших місць відпочинку киян-на березі річки  Прип'ять існувала база відпочинку «Білий лелека» і мисливська база. Біля села знаходиться пристань «Видумка».
Під час Німецько-радянської війни — місце запеклих боїв. За форсування Прип'яті і бої в районі села Оташів близько 10 військовослужбовців Радянської армії удостоїлися звання  Героя Радянського Союзу.
До 1986 року входило до складу Чорнобильського району і підпорядковувалося Купуватській сільській раді.
Напередодні аварії на ЧАЕС у селі мешкало 71 мешканці, було 48 дворів. Виселене внаслідок сильного радіоактивного забруднення. Мешканці села після аварії на ЧАЕС були відселені у село Грузьке (Фастівський район).
Офіційно зняте з обліку 1999 року за відсутністю жителів.
Після Чорнобильської катастрофи село увійшло до 30-кілометрової зони відчуження.
З кінця лютого до 1 квітня 2022 року село було окуповане російськими військами.

## Прімітки
1. ↑    [Архівовано 27 травня 2007 у Wayback Machine.]
2. ↑  Валерій, Валерій (30 жовтня 2024). Забезпечення тимчасовим житлом осіб, що постраждали від збройної агресії рф. Іванківська селищна територіальна громада Київської області - Кращі практики (укр.). Процитовано 7 червня 2025.